# Герой Праці (В'єтнам)
Герой Праці (в'єт. Anh hùng lao động) — одне з найвищих звань Соціалістичної Республіки В'єтнам.

## Опис
Присуджується особам, які вчинили виключно видатні досягнення у праці і прагненні хорошого виконання поставлених завдань для цілей процвітаючого народу, для побудови сильної країни, справедливого, демократичного і цивілізованого суспільства, лояльним Соціалістичній Республіці В'єтнам, людям, що володіють революційними достоїнствами і якостями; колективам, котрі продемонстрували виключно видатні досягнення у праці і прагненні хорошого виконання поставлених завдань для цілей процвітаючого народу, міцної країни і справедливого, демократичного і цивілізованого суспільства, підтримку внутрішньої єдності, з партією і масовими організаціями.
Вище звання, що присуджується разом з «Золотою Зіркою Героя Праці», було засновано у 1970 році. Але фактично з 1952 року, у В'єтнамі вже існувала нагорода під такою ж назвою.

## Нагороджені
Серед удостоєних цього звання:
- Юрій Гагарін (1962)[1][2], перший космонавт СРСР,
- Валентина Терешкова[джерело?], перша у світі жінка-космонавт
- Фам Туан[джерело?], перший космонавт В'єтнаму.

## Міста-герої і провінції-герої
Крім звання «Герой Праці» у В'єтнамі також існують звання «Місто-герой» (в'єт. Thành phố anh hùng) і «Провінція-герой» (в'єт. Tỉnh anh hùng). Містам і провінціям, удостоєним цього звання, вручається Золота Зірка Героя Праці.